# Карабела, Константин
Константин Карабела (рум. Constantin Carabela) — румынский биатлонист, участник трёх зимних Олимпийских игр. Мастер спорта Румынии.

## Карьера
Первым крупным международным стартом для Константина стали Олимпийские игры 1964 года. В индивидуальной гонке, не допустив ни одного промаха, но показав только 39-е время лыжного хода, он в итоге занял 14-е место. Через четыре года на Олимпиаде 1968 года ему удалось повторить этот результат, а во впервые проводимой на Олимпийских играх эстафете он вместе с Георге Чимпоя, Николае Бэрбэшеску и Вильмошем Георге стал 7-м. Олимпийские игры 1972 года стали для румына последними. В индивидуальной гонке он показал 52-й результат и не был включён в состав эстафеты.
За свою карьеру принял участие в четырёх чемпионатах мира. Лучшим результатом стало 12-е место в индивидуальной гонке в 1966 году.
На внутренних соревнованиях представлял спортивные клубы «Прогресул» (рум. AS Progresul), «Воинца» Синая (рум. AS Voinţa Sinaia), «Брашов» (рум. ASA Braşov). Офицер Министерства национальной обороны Румынии, тренер по лыжным гонкам и биатлону.

### Участие в Чемпионатах мира
| Год  | Место проведения       | Инд | Эст |
| 1965 | ЧМ Эльверум            | 29  | х   |
| 1966 | ЧМ Гармиш-Партенкирхен | 12  | 6   |
| 1967 | ЧМ Альтенберг          | 23  | 4   |
| 1969 | ЧМ Закопане            | 16  | 9   |
| 1970 | ЧМ Эстерсунд           | 30  | 8   |
| 1971 | ЧМ Хямеэнлинна         | —   | 7   |

### Участие в Олимпийских играх
| Год  | Место проведения | Инд | Эст |
| 1964 | Иннсбрук         | 14  | х   |
| 1968 | Гренобль         | 14  | 7   |
| 1972 | Саппоро          | 52  | —   |